# Petrová
Petrová (rusínsky Pitrova, maď. Végpetri, do roku 1907 Pitrova) je obec na Slovensku, v okrese Bardejov v Prešovském kraji. Žije zde 943 obyvatel. Území obce sousedí s Polskem. První písemná zmínka pochází z roku 1414. Nachází se zde dřevěný řeckokatolický chrám svaté Paraskevy z roku 1819, který je národní kulturní památkou Slovenské republiky, a dále pak nově postavený pravoslavný chrám téhož zasvěcení.